# Pascal Lamy
Pascal Lamy (Levallois-Perret, França, 1947) és un polític francès que fou membre de la Comissió Prodi entre 1999 i 2004 i que va ocupar el càrrec de Secretari General de l'Organització Mundial del Comerç.

## Biografia
Va néixer el 8 d'abril de 1947 a la població de Levallois-Perret, situada als suburbis de la ciutat de París. Va estudiar a l'École des Hautes Études Commerciales i a l'Institut d'Études Politiques de Paris, i finalment es graduà en economia a l'École Nationale d'Administration.

## Activitat política
Membre de l'administració pública del seu país, va esdevenir conseller del Ministre d'Economia i Finances Jacques Delors i del Primer Ministre Pierre Mauroy. En esdevenir Delors president de la Comissió Europea l'any 1985 Lamy fou nomenat cap del seu gabinet, tasca que va desenvolupar fins a la finalització de la Comissió Delors l'any 1994.
Membre del Partit Socialista de França en la formació de la Comissió Prodi fou nomenat membre d'aquesta comissió, esdevenint Comissari Europeu de Comerç, càrrec que abandonà el novembre de 2004.
El 13 de maig de 2005 fou escollit Director General de l'Organització Mundial del Comerç, iniciant el seu mandat de quatre anys l'1 de setembre del mateix any.